# Henri Jacquet
Henri Jacquet (* 25. Juni 1888 in Genf; † 18. Juni 1971 ebenda) war ein Schweizer Fechter.

## Karriere
Jacquet nahm 1920 erstmals an Olympischen Spielen teil. In Antwerpen schied er im Degenfechten in der ersten Runde aus, mit der Mannschaft erreichte er den fünften Rang. Im Jahr 1924 folgte seine zweite Teilnahme – bei den Spielen in Paris drang er im Degeneinzel in den Halbfinal vor, mit der Mannschaft endete der Wettbewerb im Viertelfinal. 1928 folgte seine dritte und letzte olympische Teilnahme. In Amsterdam erreichte er sowohl im Einzel als auch mit der Degenmannschaft den Viertelfinal.